# Zapotillo (Ecuador)
Zapotillo es una ciudad ecuatoriana; cabecera cantonal del Cantón Zapotillo, así como la novena urbe más grande y poblada de la Provincia de Loja. Se localiza al sur de la región Interandina del Ecuador, en el interior de la cuenca costera del Chira, forma la línea de frontera a orillas del río Catamayo - Chira, a una altitud de 135 m s. n. m. y con un clima Semiarido de 27 °C en promedio.
Sus orígenes datan de la época preincaica, es una de las villas o poblaciones más antiguas de la región ya que inclusive antes de la colonia estuvo habitada en tiempos remotos por las culturas Chimus y Zapallal y durante la conquista española, en su paso hacia el Reino de Quito desde el sur, Sebastián de Benalcázar funda una villa en este valle con el nombre de Zapotillo el 20 de enero de 1534. Las actividades principales de la ciudad son el comercio con Perú, la agricultura, la pesca y el turismo.
Zapotillo está ubicado en la parte baja de la provincia de Loja, en régimen costa, enmarcado dentro de una extensa zona interior de la llanura costera del norte peruano, forma parte de un área de transición del Desierto de Sechura y el matorral tumbesino; este lugar tiene una exuberante vegetación, y por esta razón es conocido como el paraíso escondido en la Tierra, constituye un oasis de palmeras, tamarindos, algarrobos, ceibos, ... Zapotillo es parte de la Reserva de Biósfera del bosque seco del Ecuador.

## Geografía
La ciudad de Zapotillo se encuentra en un oasis de la parte norte de la cuenca del Chira y a orillas del mismo río, la zona esta dominada por planicies costeras o tierras bajas, rodeadas por la Cordillera de los Andes en la parte Oriental y la Cordillera Costera de Amotape en la parte occidental; al norte de la cuenca hay pequeñas estribaciones que no sobrepasan los 250 m s. n. m., al sur no existen accidentes geográficos notables, el río Catamayo - Chira delimita y sirve de frontera natural con el Perú, su cuenca esta orientada en dirección norte sur.
Se refiere a Zapotillo como un "oasis" porque sobresale una población de verdes cultivos y jardines bien arbolados (palmeras, algarrobos y tamarindos); en medio de un aparente desierto o matorral muerto, en el cual el sol canicular y la sequía parecen dominar.
En aspectos geográficos sobresalen pequeñas colinas, la mayor parte de la superficie tiene un relieve poco inclinado, de yacimientos áridos y pobres, las elevaciones son bajas, generalmente menos de 100 metros. Otros accidentes geográficos importantes son los cauces secos o quebradas secas.
También podemos referirnos a Zapotillo como piedemonte, al presentar las típicas características de estas localizaciones dentro del ámbito regional como; baja altitud sobre el nivel del mar, proximidad con la Cordillera de los Andes y aun así con el mar, por ejemplo ausencia de accidentes geográficos notables que lo aíslen de la influencia que ejerce el océano sobre la tierra que lo rodea, como los vientos y la salinidad del ambiente y por último compartir otras similitudes con tierras costeras como el clima y las costumbres de sus habitantes.
La población de Zapotillo es atravesada por el río Chira que además sirve de frontera natural con Perú, presenta un curso de agua caudaloso muy importante para la economía local y la integración comercial de la zona, en sus aguas surcan botes y pequeñas embarcaciones de motor que trasladan pasajeros desde Ecuador a Perú y viceversa.
El río Catamayo-Chira, con una longitud de 45 km, es uno de los dos principales afluentes de agua del cantón Zapotillo. Tiene un caudal promedio de 100 m³ /seg y un ancho de 140 m, con una profundidad de 20 m en los meses de lluvia donde aumenta su caudal.
La población de Zapotillo tiene áreas verdes y parques en los que sobresalen ceibos, tamarindos, palmeras, faiques y algarrobos.
La vegetación en la zona es dispersa, no planificada y escasa, pero durante los meses de lluvias existe mayor cobertura vegetal.

## Demografía
Zapotillo es la cabecera cantonal del Cantón Zapotillo y tiene una población aproximada de unos 5,000 habitantes en su área urbana y 7,000 en toda la parroquia incluyendo las áreas rurales; siendo la parroquia más poblada del cantón Zapotillo.   
Es una de las villas o poblaciones más antiguas de la región ya que inclusive antes de la conquista española estuvo habitada en tiempos remotos por las culturas Chimus y Zapallal (ambas tribu habitaron a lo largo del valle del Chira, pero sobre todo a sus orillas y otros sitios de la costa peruana); ya durante la conquista española, en su paso hacia el Reino de Quito desde el sur, Sebastián de Benalcázar funda una villa en este hermoso valle con el nombre de Zapotillo el 20 de enero de 1534. El 19 de agosto de 1980, el presidente de la República Jaime Roldós Aguilera aprueba la Ley que crea el Cantón Zapotillo, y se publica en el Registro Oficial No 261, el día miércoles 27 de agosto de 1980, conformado por la cabecera cantonal Zapotillo y las parroquias Paletillas y Cazaderos.   
Durante el Enfrentamiento Bélico con el Perú, en la invasión peruana de 1941 la población fue destruida por los ataques aéreos, pero fue levantada, gracias a la tenacidad y al trabajo de sus pobladores.

## Clima
Zapotillo tiene Clima Semiárido (BSh), debido a su proximidad con el Desierto de Sechura, la temperatura promedio es de 27 °C.. Es un clima tórrido y muy soleado durante todo el año y el medio natural, consiste principalmente en arena con matorrales y arbustos.   
Normalmente  la  temperatura  máxima  diaria  sube a +35 °C y la  mínima baja hasta 17 °C.
La ubicación al interior de la cuenca costera de Piura (cálida y desértica),  bloquea  el  paso de humedad hacia el  interior  creando una barrera climática; los vientos cálidos y húmedos ingresan en dirección sur - norte desde el interior de la costa peruana en la época del Niño, mientras el aire cálido y seco  fluye el resto del año. Influye también la diferencia de temperaturas máximas y mínimas entre la noche y el día, con una   oscilación térmica que llega hasta 20 °C.
Zapotillo según datos del Inamhi, pertenece al clima seco de la sabana, en lo relacionando a temperatura, humedad, lluvias, presenta en el año temperaturas de hasta 39,5 °C, escasez de precipitación y humedad ambiente de 70%, con una radiación solar promedio de 3500W/m2, siendo el cantón más caldeante y opresivo de la provincia de Loja.
En la transición de la época seca a la época húmeda, se pueden alcanzar temperaturas máximas que van de 38° a los 40°, con una humedad relativa del aire que supera el 70%, la sensación térmica puede llegar a sobrepasar los 50 grados a la sombra; 
Es generalmente considerado como un clima malsano, afectado por la Mancha de Calor, la insolación y los vientos secos del Desierto de Sechura
Debido a su medio natural y ambiental Zapotillo es la población más calurosa y hostil del país; en un año la insolación supera las 3200 horas de sol.  
Precipitaciones
En Zapotillo llueve poco y solo en la temporada lluviosa, que es conocida  localmente  como  invierno. 
En  un  año, la precipitación  media  es 200 mm; marzo  es  el  mes  más  lluvioso  con un aproximado de 100 mm, hay ocho meses  en  los  que en total cae un acumulado de 10 mm,  aproximadamente  0,1 mm de precipitación mensual (ausencia total de lluvia).
Las precipitaciones en el lugar fluctúan entre 100 mm y 400 mm, los años más secos presentan una acumulación muy baja siendo esto cada vez más frecuente, esta reducción de precipitaciones ha llevado a procesos extremos de desertificación y deterioro de suelos, en años de extrema sequía se ha declarado la emergencia de los sectores del agro y la ganadería por la falta del recurso hídrico; pero por otro lado existen registros meteorológicos que indican que algunos años "Niño", presentan inviernos muy nutridos, los registros más altos se dieron entre diciembre de 1997 y mayo de 1998 con unos 1,500 mm de precipitación total.
| Parámetros climáticos promedio de Zapotillo, Ecuador | Parámetros climáticos promedio de Zapotillo, Ecuador | Parámetros climáticos promedio de Zapotillo, Ecuador | Parámetros climáticos promedio de Zapotillo, Ecuador | Parámetros climáticos promedio de Zapotillo, Ecuador | Parámetros climáticos promedio de Zapotillo, Ecuador | Parámetros climáticos promedio de Zapotillo, Ecuador | Parámetros climáticos promedio de Zapotillo, Ecuador | Parámetros climáticos promedio de Zapotillo, Ecuador | Parámetros climáticos promedio de Zapotillo, Ecuador | Parámetros climáticos promedio de Zapotillo, Ecuador | Parámetros climáticos promedio de Zapotillo, Ecuador | Parámetros climáticos promedio de Zapotillo, Ecuador | Parámetros climáticos promedio de Zapotillo, Ecuador |
| Mes                                                  | Ene.                                                 | Feb.                                                 | Mar.                                                 | Abr.                                                 | May.                                                 | Jun.                                                 | Jul.                                                 | Ago.                                                 | Sep.                                                 | Oct.                                                 | Nov.                                                 | Dic.                                                 | Anual                                                |
| ---------------------------------------------------- | ---------------------------------------------------- | ---------------------------------------------------- | ---------------------------------------------------- | ---------------------------------------------------- | ---------------------------------------------------- | ---------------------------------------------------- | ---------------------------------------------------- | ---------------------------------------------------- | ---------------------------------------------------- | ---------------------------------------------------- | ---------------------------------------------------- | ---------------------------------------------------- | ---------------------------------------------------- |
| Temp. máx. abs. (°C)                                 | 40.1                                                 | 41.2                                                 | 40.0                                                 | 39.1                                                 | 38.0                                                 | 37.9                                                 | 37.0                                                 | 37.0                                                 | 38.0                                                 | 38.9                                                 | 39.0                                                 | 39.2                                                 | 39.0                                                 |
| Temp. máx. media (°C)                                | 36.6                                                 | 37.1                                                 | 36.7                                                 | 36.5                                                 | 36.3                                                 | 36.5                                                 | 35.6                                                 | 36.2                                                 | 36.5                                                 | 36.5                                                 | 36.7                                                 | 36.6                                                 | 36.0                                                 |
| Temp. media (°C)                                     | 28.6                                                 | 28.9                                                 | 28.5                                                 | 28.5                                                 | 27.9                                                 | 27.2                                                 | 26.2                                                 | 27.1                                                 | 27.5                                                 | 27.5                                                 | 27.8                                                 | 28.2                                                 | 27.5                                                 |
| Temp. mín. media (°C)                                | 23.0                                                 | 23.6                                                 | 23.6                                                 | 23.0                                                 | 22.0                                                 | 20.0                                                 | 19.0                                                 | 18.0                                                 | 18.0                                                 | 19.0                                                 | 20.0                                                 | 21.5                                                 | 21.0                                                 |
| Temp. mín. abs. (°C)                                 | 19.2                                                 | 20.1                                                 | 20.0                                                 | 19.0                                                 | 19.0                                                 | 16.9                                                 | 15.0                                                 | 15.0                                                 | 15.0                                                 | 17.0                                                 | 17.0                                                 | 18                                                   | 16.0                                                 |
| Precipitación total (mm)                             | 20                                                   | 67                                                   | 89                                                   | 25                                                   | 5                                                    | 0.5                                                  | 0                                                    | 0                                                    | 0                                                    | 0                                                    | 0.5                                                  | 5                                                    | 212.0                                                |
| Días de precipitaciones (≥ 1.0 mm)                   | 5                                                    | 10                                                   | 15                                                   | 4                                                    | 2                                                    | 1                                                    | 0                                                    | 0                                                    | 0                                                    | 0                                                    | 0                                                    | 2                                                    | 39                                                   |
| Fuente n.º 1: World Meteorological Organization      |                                                      |                                                      |                                                      |                                                      |                                                      |                                                      |                                                      |                                                      |                                                      |                                                      |                                                      |                                                      |                                                      |
| Fuente n.º 2: NOAA                                   |                                                      |                                                      |                                                      |                                                      |                                                      |                                                      |                                                      |                                                      |                                                      |                                                      |                                                      |                                                      |                                                      |

## Turismo
Zapotillo es un pequeño lugar turístico que goza de una vegetación y clima tropical privilegiado, es un destino ideal para descansar y disfrutar de la tranquilidad que nos ofrece. Además podrá tener un acercamiento con la naturaleza sin dejar de lado la diversión, las fiestas, su deliciosa gastronomía y la calidez de su gente. Los mejores atractivos turísticos naturales de la provincia de Loja y el país, usted  los encontrará en el cantón Zapotillo.
Zapotillo constituye un oasis de palmeras, tamarindos, algarrobos, guayacanes y hualtacos. Cuenta con un espectacular paisaje, convirtiéndolo en un punto de atracción turística, teniendo en cuenta que los bosques secos de la Región de Endemismo Tumbesina conforman uno de los más ricos ecosistemas de todo el planeta y es justamente en la zona occidental de la provincia de Loja, donde se encuentran los mejores remanentes continuos de este tipo de bosque en el país.
Zapotillo es parte de la Reserva de Biósfera del bosque seco del Ecuador y se constituye como el cantón con mayor cobertura (80.500 Has.) dentro de la reserva de biósfera “Bosques Secos del Suroccidente del Ecuador” reconocida como tal, por la UNESCO en el mes de junio del 2014; y, junto a la Reserva de biosfera del Noroeste del Perú conforman el corredor biológico, el más grande a lo largo de toda la costa del Pacífico.

## División política
La parroquia urbana Zapotillo se divide en
- Lalamor
- Miraflores
- Achiotes
- Huásimo Sur
- La Tamayo
- El More
- Briones
- Valle Hermoso
- Zapacilla
- Pampa Blanca
- Catamaillo
- Ceiba Chica
- Chambarango
- Saucillo
- Yegua Baya
- El Sauce
- Pueblo Nuevo
- Jaguay Grande
- Huásimo Norte
- Las Pampas
- La Bocana
- Tronco Quemado
- Romeros
- Las Ciruelas
- Cochacará
- Camarones
- Los Encuentros
- Pichincha
- Novillos

Barrios Urbanos de la Ciudad de Zapotillo  
- Central
- Las Colinas
- Hermano Miguel
- Barrio Lindo
- El More
- Virgen de las Mercedes
- Amazonas
- Señor Cautivo
- San José
- Bellavista
- Santo Domingo de Guzmán
- Reina del Cisne
- La Paz
- Nuevos Horizontes
- 4 de Noviembre
- Vivir Zapotillo Hermoso
- Verdes Tamarindos
- Martha Bucarám
- Jaime Roldós
- Las Palmeras
- Padre Franco Aguirre
- 9 de Octubre
- Los Ciruelos

## Situación y límites

### Límites
Norte: Parroquia Garzareal y Parroquia Sabanilla del cantón Celica, Sur: República del Perú; Este: Parroquia urbana Macara y República del Perú, Oeste: Parroquia Limones y República del Perú.